# 1782
1782. је била проста година.

## Догађаји

### Април
- 12. април — Британска флота под командом адмирала Џорџа Роднија је поразила француску флоту под командом грофа де Граса у бици код Ле Сента у Западним Индијама.

### Децембар
- 14. децембар — Браћа Монголфје су у Авињону први пут извели експеримент са балоном пуњеним врућим ваздухом.

## Рођења

### Август
- 27. октобар — Николо Паганини, италијански виолиниста и композитор. († 1840)

### Децембар
- 5. децембар — Мартин ван Бјурен, 8. председник САД. (†1862).

### Непознат датум
- Непознат датум - Узун Мирко Апостоловић, српски војник за време Првог и Другог српског устанка. († 1868)